# L'Âme-stram-gram
L'Âme-stram-gram é um single da francesa Mylène Farmer, lançado em 9 de março de 1999. A música foi escrita por Laurent Boutonnat e si só vende cerca de 130.000 exemplares. Esta música faz parte do seu quinto álbum de originais "Innamoramento". Com 900,000 €, faz parte dos videoclipes mais caros.

## Singles
- CD single

1. "L'Âme-stram-gram" (single version) — 4:20
2. "L'Âme-stram-gram" (instrumental) — 4:30

- CD maxi - Digipack

1. "L'Âme-stram-gram" (single version) — 4:20
2. "L'Âme-stram-gram" (Perky Park pique dames club mix) — 6:35
3. "L'Âme-stram-gram" (Perky Park pique d'âme club mix) — 6:50
4. "L'Âme-stram-gram" (Lady Bee by Lady B's remix) — 6:25

- 12" maxi

1. "L'Âme-stram-gram" (Perky Park pique dames club mix) — 6:35
2. "L'Âme-stram-gram" (single version) — 4:20
3. "L'Âme-stram-gram" (Perky Park pique d'âme club mix) — 6:50
4. "L'Âme-stram-gram" (Lady Bee by Lady B's remix) — 6:25

## Performances nos paradas
| Paradas (1999)    | Posição |
| ----------------- | ------- |
| Bélgica (Valônia) | 9       |
| França            | 2       |